# 放送室 (ラジオ番組)
『放送室』（ほうそうしつ）は、2001年10月4日から2009年3月28日までTOKYO FMをキーステーションに、AIR-G'を除くJFN37局ネットで放送されたラジオ番組。『松本人志の放送室』とも呼ばれる。放送開始当初はJFNCが制作していたが、2005年7月にTOKYO FMに移行された。

## 概要
ダウンタウンの松本人志と、彼の幼馴染で放送作家の高須光聖の2人による1時間のトーク番組。「肩の力を抜いて話すことができる場所が欲しかった」という松本が、小学生からの同級生である高須と1時間に渡り様々な内容のトークを繰り広げる内容である。番組名は、2人が中学生時代「放送部」に所属していたことから高須が「放送室でええやん」と言ったことに因むもの。松本の話し相手がタレントではない高須であるのは、松本曰く「話し相手が芸人、タレント、アナウンサー、DJといった人ではない番組を一つやっておきたかった」、「高須とは元々友人同士だがお互い忙しくなり話す機会も減ってしまった。それならばいっそのこと仕事にしてしまえばいい」という理由からである。
番組開始当初のコンセプトとしては「誰にも（聴いていることを）言うな」と少しマイナーな番組を目指していたようだが、その意に反して業界内聴取率は高かったという。2人の会話の内容はお互いが近況報告や、高須も制作に関わるダウンタウンの番組の裏話、2人の少年時代の話など話題となることは多岐に渡る。その際には、裏方である番組スタッフや一般人である2人の同級生の名前など、一般には知られていない名前が挙がることも多い。
番組の途中で通常1曲だけ音楽がかかるが、これは松本と高須が毎回交互に選曲しており、1970年代 - 1980年代の歌謡曲が多い。1時間で（オープニングとエンディングを除き）1曲しか音楽が流れないというのは、FMラジオとしては非常に珍しく、また前述の番組内容と相まってこの番組はラジオ番組の中でも独特の雰囲気を醸し出している。ただ、ディレクターの計らいで数曲流れることもごく稀にある。
また、基本的には2本録りであるが、間の休憩はほとんどないらしく、松本が疲労を口にすることもある。3本録りの場合、「横蹴り3本シュート」等と称し、疲れている様を隠そうとしない。しかし、乗ってくれば肉体的な疲れは感じさせない盛り上がりを見せる。
基本的にキーステーションであるTOKYO FMは、番組スタートの深夜2時から番組終了までCMは一切入らないが、時期によっては番組冒頭と番組終了した後にCMが入るようになっている。
2009年3月7日放送分にて、3週間後の28日放送分をもって終了することを発表。7年半の放送に幕を降ろした。松本はその理由として、本番組以前から長年にわたり近況やプライベートを明かしていたことを挙げ、個人情報をさらけ出す環境から一旦距離を開けてみたかったことを述べており、この他、松本は倖田來未のラジオスキャンダルに便乗した、硫化水素自殺に関しての松本の発言の歪曲した報道に強い憤りを感じたと語り、「あれはこの番組を続ける気がなくなったかなり大きな理由の一つだ」という旨を述べている。また、「結婚」を決めたことも辞めた理由として後に語っている。

## 歴史
- 2001年10月4日 : 木曜日の深夜1時30分からJFNが当初37局フルネット（当時）で放送を開始。しかし当時『ラジオ黄金時代』に内包されていた関係で、『放送室』終了後に放送していた『野村美由希のラジオ黄金時代』の番組告知を5分間行った後に開始したため、正確な放送時間は1時35分から放送だった。また時報CMをまたぐ為深夜2時前に曲がかかる傾向が高かった。
- 2003年3月27日 : fm osakaとAIR-G'が一旦ネット打ち切り。
- 2004年9月頃 : fm fukuokaが一旦ネット打ち切り。
- 2005年4月1日 : 番組開始当初の時間が『やまだひさしのラジアンリミテッドDX』の枠となった為、全国で放送時間が変更し、それぞれの地域でバラバラの放送時間に。TOKYO FMでの放送時間が、土曜日の26:00 - 27:00に移動。AIR-G'、fm fukuokaがネット再開。
- 2005年7月1日 : TOKYO FMへ制作を移行。それにより、ホームページもTOKYO FMのサイト内へ移動した。が、AFBとRADIO BERRYが一旦ネット打ち切り。
- 2005年8月頃 : RADIO BERRYがネット再開。
- 2005年9月30日 : FMYとμFMがネット打ち切り（10月7日にJOY FM制作の『ウラニーノ・ヘボロックアワー』ネットを開始するため。しかし、事前予告を用意しないままネットを打ち切られた為、ウラニーノのHPのBBSに批判の書き込みが相次ぐ）。
- 2005年10月1日 : AFBがネット再開。
- 2006年3月25日 : AIR-G'で再び打ち切り。
- 2006年4月：ウラニーノの番組の放送時間変更に伴いFMYでネット復活。
- 2007年1月5日: ウラニーノの番組の打ち切りに伴い、1年3ヶ月振りにμFMでネット再開。
- 2007年8月4日: fm osakaがネット再開。
- 2008年4月:ほとんどの局が土曜深夜2時の放送となり、同時ネット局が増えた。
- 2008年8月30日: 土曜深夜2時で放送されている地域が『Meet The Music 2008! 全国民放FM53局＆KDDI present Southern All Stars 30th Anniversary Live!!』と『サザンオールスターズ 真夏の大感謝祭に大感謝スペシャル!!』（この番組のみ一部地域）が放送のため放送時間が1時間繰り下げの土曜深夜3時に放送される。
- 2008年10月4日: FM AICHIの放送時間が土曜深夜2時からとなった。
- 2008年12月 : 松本が映画の撮影のため欠席（2009年1月3日の放送で単なる休暇であったことが判明）。代役として宮川大輔（12月20日）、千原ジュニア（12月27日）を迎え放送を行った。
- 2009年3月7日: 冒頭で番組が終了することを発表。発表直後から、高須のブログに番組続行を求めるファンのコメントが殺到した。
- 2009年3月28日 : 最終回《第391回》を放送。
- 2013年3月26日 : 「松本人志の放送室」CD-ROMリリース記念特別番組を放送。松本不在で、高須と長谷川がパーソナリティを務めた。

## 企画
- テーマ :第50回目の放送までは、毎週50音順にテーマが用意されていた(例：「あ」の週なら「相方」「愛」について語る、など)。その後はハガキ、メールでテーマが募集されるようになったが、2004年以降はハガキを全く読まないで進行する回が多い。
- ノベルティー :2002年4月11日放送の回でこの番組のノベルティー（「ひとしずく」という松本人志の自宅の水道から汲んだ水）を作ろうという提案がされたが、衛生的な理由により不可能になり、番組特製の耳栓が作られ、ハガキの投稿者にプレゼントされている。
- 12人の公開録音 :2002年6月20日、27日放送　松本人志がこの番組のリスナーの数を「12人」と発言したことから企画され、斉藤敏豪や一般人を含む12人の前で公開録音が行われた。27日の放送では、斉藤がトークに参加した。
- ゲスト出演 : 2003年1月16日放送の回では、木村祐一と千原ジュニアが出演。2003年1月30日放送の回では松本、高須双方の母親が電話でゲスト出演。2003年7月17日放送の回では、山崎邦正が出演。2005年8月27日放送の回では、清水宏泰と城間康男が出演。2007年4月28日放送の回では、トータス松本が飛び入りゲスト出演。
- 史上最大の公開録音 : 2003年12月27日、日本武道館で「高須ちゃん生誕40周年祭り」と称した公開録音が行われた。ゲストに小・中学生時代の同級生や業界関係者が出演し、サプライズゲストとして浜田雅功が出演した。
- 冒頭の挨拶 : 番組冒頭の挨拶は「どうもまっちゃん○○です」、「どうも○○高須です」というのがフォーマットとなっている。○○の部分は毎週異なり、松本は自分で考えているが、高須はリスナーの投稿から選んだフレーズを使っている。その際、高須が使ったフレーズに対し松本が突っ込み、高須は自分が考えたものではないと言い訳するのが一つのパターンとなっていた。
- カプリチョーザ杯 :下段参照

## カプリチョーザ杯
番組内で松本がカプリチョーザについての話をしたことで、後日カプリチョーザから食事券がプレゼントされた。松本はこれを優勝商品とし、「カプリチョーザ杯」として電話による後輩芸人のダジャレ大会を企画。
以後、この大会は不定期に開催され、毎回カプリチョーザから賞品の食事券が提供されている。参加者は事前に与えられたテーマに関する言葉を松本・高須との電話の会話の中で織り込み、織り込んだ言葉の数と面白さを競う。
なお、2005年4月から6月までカプリチョーザが正式な番組スポンサーとなった。

### これまでに開催・放送されたカプリチョーザ杯
※出演者の後の（）は与えられたテーマ
- 第一回カプリチョーザ杯（2004年12月16日放送）
  - 参加者：ジュニア（千原兄弟）（乗り物）、ほっしゃん。（虫）、山下しげのり（ジャリズム）（魚）、アキ（水玉れっぷう隊）（鳥）、靖史（千原兄弟）（飲み物）
  - 優勝：千原靖史
- 第二回カプリチョーザ杯（2005年01月06日放送）
  - 挑戦者：渡辺鐘（ジャリズム）（国の名前）、大山英雄（吉本新喜劇）（果物）、宮川大輔（元チュパチャップス）（動物）、藤原一裕（ライセンス）（色）、藤本敏史（FUJIWARA）（花）
  - 優勝：藤本敏史
- 第三回カプリチョーザ杯（2005年04月23日放送）
  - 参加者：平畠啓史（DonDokoDon）（外国）、堤本幸男（ガキの使いディレクター）（虫）、有田哲平（くりぃむしちゅー）（くだもの）、井本貴史（ライセンス）（魚）、かわら長介（放送作家）（動物）
  - 優勝：平畠啓史
- 第四回カプリチョーザ杯（2005年09月09日放送）
  - 参加者：山里亮太（南海キャンディーズ）（魚）、後藤輝基（フットボールアワー）（動物）、竹森巧（アップダウン）（くだもの）、井上聡（次長課長）（外国名）、竹若元博（バッファロー吾郎）（乗り物）
  - 優勝：竹若元博
- カプリチョーザ杯総集編（2005年03月31日放送）
  - 第一回と第二回の総集編。
- カプリチョーザ杯チャンピオン大会（2006年01月14日放送）
  - 第一回 - 第四回の優勝者による大会。
  - 参加者：千原靖史（千原兄弟）（乗り物）、藤本敏史（FUJIWARA）（飲み物）、平畠啓史（DonDokoDon）（花）、竹若元博（バッファロー吾郎）（国名）
  - 優勝：平畠啓史

## 書籍
- 「松本人志 放送室」 松本人志 著 TOKYO FM出版 ISBN 978-4887450837 2003年7月
- 「放送室の裏」 松本人志・高須光聖 著 ワニブックス ISBN 978-4847015151 2003年7月
- 「放送室 (その2)」 松本人志・高須光聖 著 TOKYO FM出版 ISBN 978-4887451193 2005年2月
- 「放送室 (その3)」 松本人志・高須光聖 著 TOKYO FM出版 ISBN 978-4887451582 2006年4月

## CD
番組を収録したCDBOXが発売された。全巻購入者は「放送室 in 武道館」DVDの全員プレゼントに応募が可能だった。全てよしもとアール・アンド・シーより発売。10巻まではCD10枚組BOX、11巻（第101回 - ）からはMP3音源による2枚組CD-ROM。
| 発売日         | タイトル            | 規格品番   | 備考                                                                  | 順位 |
| -------------- | ------------------- | ---------- | --------------------------------------------------------------------- | ---- |
| 2008年4月23日  | 放送室 1            | YRCN-95021 | 第1回 2001年10月4日 - 第10回 2001年12月6日 まで収録、『おしながき』付 | 20位 |
| 2008年5月28日  | 放送室 2            | YRCN-95031 | 第11回 2001年12月13日 - 第20回 2002年2月14日 まで収録                 | 26位 |
| 2008年6月25日  | 放送室 3            | YRCN-95041 | 第21回 2002年02月21日 - 第30回 2002年4月25日 まで収録                 | 30位 |
| 2008年7月30日  | 放送室 4            | YRCN-95051 | 第31回 2002年5月02日 - 第40回 2002年7月04日 まで収録                  | 19位 |
| 2008年8月27日  | 放送室 5            | YRCN-95061 | 第41回 2002年7月11日 - 第50回 2002年9月12日 まで収録                  | 26位 |
| 2008年10月8日  | 放送室 6            | YRCN-95071 | 第51回 2002年9月19日 - 第60回 2002年11月21日 まで収録                 | 22位 |
| 2008年11月12日 | 放送室 7            | YRCN-95081 | 第61回 2002年11月28日 - 第70回 2003年1月30日 まで収録                 | 25位 |
| 2009年1月28日  | 放送室 8            | YRCN-95091 | 第71回 2003年2月6日 - 第80回 2003年4月10日 まで収録                   | 27位 |
| 2009年2月25日  | 放送室 9            | YRCN-95101 | 第81回 2003年4月17日 - 第90回 2003年6月19日 まで収録                  | 41位 |
| 2009年3月18日  | 放送室 10           | YRCN-95111 | 第91回 2003年6月26日 - 第100回 2003年8月28日 まで収録                 | 29位 |
| 2013年3月28日  | 放送室 VOL.101〜125 | YRRN-90000 | 第101回 2003年9月4日 - 第125回 2004年2月19日 まで収録                 |      |
| 2013年09月25日 | 放送室 VOL.126〜150 | YRRN-90002 | 第126回 2004年2月26日 - 第150回 2004年8月12日 まで収録                |      |
| 2013年12月25日 | 放送室 VOL.151〜175 | YRRN-90004 | 第151回 2004年8月19日 - 第175回 2005年2月3日 まで収録                 |      |
| 2014年03月26日 | 放送室 VOL.176〜200 | YRRN-90006 | 第176回 2005年2月10日 - 第200回 2005年7月23日 まで収録                |      |
| 2014年7月9日   | 放送室 VOL.201〜225 | YRRN-90008 | 第201回 2005年7月30日 - 第225回 2006年1月21日 まで収録                |      |
| 2014年10月15日 | 放送室 VOL.226〜250 | YRRN-90010 | 第226回 2006年1月28日 - 第250回 2006年7月15日 まで収録                |      |
| 2014年12月24日 | 放送室 VOL.251〜275 | YRRN-90012 | 第251回 2006年7月22日 - 第275回 2007年1月6日 まで収録                 |      |
| 2015年3月25日  | 放送室 VOL.276〜300 | YRRN-90014 | 第276回 2007年1月13日 - 第300回 2007年6月30日 まで収録                |      |
| 2015年6月24日  | 放送室 VOL.301〜325 | YRRN-90016 | 第301回 2007年7月7日 - 第325回 2007年12月22日 まで収録                |      |
| 2015年9月30日  | 放送室 VOL.326〜350 | YRRN-90018 | 第326回 2007年12月29日 - 第350回 2008年6月14日 まで収録               |      |
| 2015年6月24日  | 放送室 VOL.351〜375 | YRRN-90020 | 第351回 2008年6月21日 - 第375回 2008年12月6日 まで収録                |      |
| 2016年4月13日  | 放送室 VOL.376〜391 | YRRN-90022 | 第376回 2008年12月13日 - 第391回 2009年3月28日 まで収録               |      |

## JFN系列の放送時間
土曜深夜2時
| - 東京（TOKYO FM） - 群馬（FMぐんま） - 栃木（RADIO BERRY） - 富山（FMとやま） - 熊本（FMK） - 青森（FM青森） - 山形（Boy-FM） - 福島（ふくしまFM） - 新潟（FM-NIIGATA) - 長野（FM長野） | - 岐阜（Radio 80） - 福井（FM福井） - 石川（HELLO FIVE） - 愛知（FM AICHI） - 三重（radio CUBE） - 滋賀（e-radio） - 山陰（V-air） - 岡山（FM岡山） - 山口（FMY） | - 徳島（FMとくしま） - 香川（FM香川） - 愛媛（JOEU-FM） - 高知（Hi-Six） - 佐賀（FMS） - 大分（Air-Radio FM88） - 宮崎（JOY FM） - 鹿児島（μFM） - 沖縄（FM沖縄） |

土曜深夜3時
- 岩手（FM岩手）
- 兵庫（Kiss-FM KOBE）
- 秋田（AFM）
- 静岡（K-MIX）
- 広島（HFM）
- 福岡（fm fukuoka）
- 長崎（fm nagasaki）

土曜深夜4時
- 宮城（Date fm）

月曜深夜4時
- 大阪（fm osaka）
  - 2008年7月から

過去に放送されていた地域
- 北海道（AIR-G'）

## 主題曲・主題歌
- オープニング「You're So Cool」（ハンス・ジマー）（映画『トゥルー・ロマンス』サウンドトラック）
- エンディング「人間の証明のテーマ」（ジョー山中）
  - 両曲とも高須の選曲。

## スタッフ
| 役職         | 名前       | 所属         |
| ------------ | ---------- | ------------ |
| 編成         | 宮野潤一   | TOKYO FM     |
| ディレクター | 長谷川朝二 | オフィスまあ |
| AD           | 塚本英明   | スノーバード |